# Karlo Filipović
Karlo Filipović (Solakovići kod Ilijaša, 10. srpnja 1954.), diplomirani inženjer strojarstva i političar. Predsjednik Federacije Bosne i Hercegovine od 28. veljače 2001. do 1. siječnja 2002. Radio je u struci od 1978. do 1989. godine. Član je SDP BiH. Obavljao je niz važnih političkih dužnosti.